# Instrumentalismo
O instrumentalismo é uma doutrina que interpreta as teorias científicas como instrumentos que são utilizados para prever acontecimentos futuros. Para eles, os fenômenos observados são reais, porém as teorias científicas que os descrevem não são, necessariamente, verdadeiras. Dois dos grandes atrativos dessa doutrina são a sua modéstia e simplicidade.

## Definição
Instrumentalismo é uma escola de pensamento, que diz que as teorias científicas são apenas instrumentos para descrever fenômenos observados e que elas não retratam o mundo real. Para os instrumentalistas o objetivo da ciência é produzir teorias que sejam esquemas ou instrumentos convenientes para ligar um conjunto de situações observáveis a outro. As descrições do mundo que envolvam entidades observáveis descrevem realmente como o mundo é, mas as descrições de sistema que envolvam conceitos teóricos não o fazem. O que pode ser exemplificado como dois universos: em um deles temos os fenômenos observados (ex: o movimento de um planeta de um ponto a até um ponto b); em outro temos as teorias científicas, isto é, as equações (ex: equação de movimento, período de translação do planeta) e os elementos que nos permitem chegar a essas equações (ex: força atrativa).
No exemplo do movimento do planeta, os instrumentalistas dizem que a força atrativa não existe. Para eles ela é apenas um instrumento utilizado para descrever o fenômeno observado (a trajetória do planeta). Segundo o ponto de vista instrumentalista, o fato de não termos como observar as consequências da força atrativa diretamente, mostra, para eles, que ela não existe realmente, mas é um instrumento utilizado para chegar às fórmulas de movimento do planeta. Para eles, a ciência não dá qualquer meio seguro de transpor o fosso entre o observável e o não observável.

## Defesa e Crítica ao Instrumentalismo

### Dewey
John Dewey não separa instrumentalismo de pragmatismo, pois afirma que ambas tratam as teorias como ferramentas para produzir consequências. Segundo ele as consequências “são provas necessárias da validade das proposições, desde que essas consequências sejam operacionalmente instituídas e sejam suficiente para resolver um problema específico utilizando as equações...”
Dewey mostra que a teoria como instrumento tem um papel importante no desenvolvimento da tecnologia. Para isso, ele usa como exemplo a metalurgia, que desenvolveu normas lógicas relevantes testando hipóteses de processos de refino de minérios para ver se eles funcionavam. Mas ele ressalta que os instrumentos por si só, não são suficientes. Pois é a maneira como eles são usados que causa o desenvolvimento tecnológico. Ou seja, para ele, os instrumentos sozinhos não possuem grande valor, mas é a maneira como eles são utilizados que dão valores a eles.
Dewey argumenta, em favor do instrumentalismo que a ciência moderna não pode tratar observações particulares como conhecimento do que é real ou não: não pode-se assumir, depois de algumas observações, onde observa-se cisnes brancos, que a brancura é uma característica definidora de cisnes. Ele argumenta ainda que observações particulares “são seletivamente discriminadoras, de fora a determinar um problema cuja natureza é moldada para indicar possíveis modos de solução”. Assim, para ele, a teoria formulada em cima das observações (de que a brancura é uma característica dos cisnes), não é necessariamente verdadeira, mas serve como instrumento para o conjunto de observações realizadas, ou seja, está limitada a todos os casos de um tipo especificado.

### Popper
O instrumentalismo pode ser enunciado como a tese de que as teorias científicas – chamadas de  “ciências puras” – não passam de regras de computação, que têm basicamente o mesmo caráter das regras de computação das chamadas “ciências aplicadas”. Ou seja, a tese de que “ciência pura” é uma denominação equivocada, pois toda ciência é “aplicada”. Segundo Karl Popper: “o instrumentalismo pode propiciar uma descrição perfeita dessas regras, mas não é capaz de explicar a diferença existente entre elas e as teorias.”
Popper escreve sobre as “diferenças funcionais que existem entre as regras de computação (relacionadas com a navegação, por exemplo) e as teorias científicas (como a de Newton).” Segundo ele, o modo como as regras de computação são experimentadas é diferente da maneira como as teorias são testadas. As teorias são testadas por meio de tentativas de refutação, mas não há nada que corresponda a essas tentativas, no caso das regras de computação. Para testar uma teoria, utiliza-se os pontos cruciais, que são aqueles pontos onde mais de uma teoria se cruza, ou seja, um ponto de maior dúvida sobre a teoria. São nesses pontos, que espera-se que a teoria falhe, caso não seja verdadeira. Trata-se de uma tentativa de refutação, se a tentativa não for bem sucedida, diz-se que a teoria foi corroborada pela experiência – quanto menos provável for o resultado da experiência, maior é a corroboração da teoria.
Quanto aos instrumentos e regras de computação não há nada que seja semelhante a esse teste. Segundo Popper: “[...] instrumento pode apresentar defeitos, ou tornar-se obsoleto; mas não faz sentido dizer que submetemos um instrumento aos testes mais rigorosos que podemos conceber, para rejeita-lo caso não passe nesses testes; uma aeronave, por exemplo, pode ser 'testada até a destruição'; mas esse teste rigoroso não tem por objetivo rejeitar todas as aeronaves a que for submetido, pela sua destruição, mas sim obter informações (isto é, testar uma teoria), de modo a utilizá-la dentro dos limites de sua aplicabilidade(ou seja, dentro de uma margem de segurança)”.
Para objetivos instrumentais, uma teoria pode continuar sendo usada, mesmo depois de sua refutação, dentro dos limites de certos limites, onde ela é válida.
Segundo o que foi dito acima, Popper conclui que as teorias, se vistas apenas como instrumentos não podem ser refutadas. O que mostra, para ele, que a interpretação instrumentalista não explica os testes realizados sobre as teorias científicas. Além disso, o instrumentalismo, para Popper, não consegue explicar o progresso científico. Para ele, ao refutar uma teoria, um instrumentalista não diz, por exemplo, que a teoria de Newton foi refutada por meio de experiências cruciais que não refutaram a mecânica quântica, mas diz, como fez Heisenberg: “segue-se que não declaramos mais: a mecânica de Newton é falsa... Em vez disso, usamos a seguinte formulação: a mecânica clássica é “correta” onde quer que seus conceitos possam ser aplicados”. Onde por correta, que dizer-se “aplicável”.
Popper ainda diz que “só pelas tentativas de refutação pode a ciência ter esperança no progresso.”.
Resumindo, para ele, o instrumentalismo não pode explicar a importância que representa para a ciência pura a experimentação rigorosa mesmo das implicações mais remotas das suas teorias. Não tem condições de justificar o interesse que o cientista puro tem pela veracidade e falsidade das teorias.

## Outras doutrinas
Operacionalismo: conceitos teóricos devem ser definidos em termos de medição de operações. Está intimamente relacionada com o instrumentalismo.
Behaviorismo: as teorias devem ser formuladas em termos de comportamentos prováveis, uma vez que todas as afirmativas resultantes de testes descrevem comportamentos. Também está intimamente ligada ao instrumentalismo.
Realismo científico: as teorias científicas não são apenas instrumentos, mas também são descrições do mundo ou de certos aspectos do mundo.
Essencialismo:teoria em que alguns atributos das coisas são essenciais para que ela seja como ela é.